# Yoshiyasu Gomi
Yoshiyasu Gomi (japanisch 五味 芳保, Gomi Yoshiyasu;* 25. April 1933 in Chino) ist ein ehemaliger japanischer Eisschnellläufer.
Gomi siegte im Jahr 1951 erstmals bei den japanischen Meisterschaften im Mehrkampf und belegte in der Saison 1951/52 in Oslo bei seiner ersten Teilnahme an Olympischen Winterspielen 1952 den 14. Platz über 10.000 m sowie den zehnten Rang über 5000 m und bei der Mehrkampf-Weltmeisterschaft 1952 in Hamar den 23. Platz im Großen Vierkampf. In den folgenden Jahren lief er bei der Mehrkampf-Weltmeisterschaft 1954 in Sapporo auf den 16. Platz und bei der Mehrkampf-Weltmeisterschaft 1955 in Moskau auf den 31. Rang im Großen Vierkampf. Zudem wurde er in den Jahren 1953 und 1955 japanischer Meister im Mehrkampf. In seiner letzten internationalen Saison kam er bei den Olympischen Winterspielen 1956 in Cortina d’Ampezzo auf den 39. Platz über 1500 m, auf den 27. Rang über 5000 m sowie auf den 23. Platz über 10.000 m und bei der Mehrkampf-Weltmeisterschaft 1956 in Oslo auf den 30. Platz im Großen Vierkampf.

## Persönliche Bestleistungen
| Disziplin | Zeit        | Datum            | Ort         |
| --------- | ----------- | ---------------- | ----------- |
| 500 m     | 45,1 s      | 12. Februar 1956 | Oslo        |
| 1000 m    | 1:37,3 min  | 25. Februar 1955 | Stockholm   |
| 1500 m    | 2:19,2 min  | 30. Januar 1956  | Misurinasee |
| 3000 m    | 5:01,7 min  | 15. Februar 1956 | Arvika      |
| 5000 m    | 8:22,2 min  | 29. Januar 1956  | Misurinasee |
| 10.000 m  | 17:27,5 min | 21. Januar 1956  | Davos       |